# Кукольный театр в Иране
Кукольный театр в Иране (шаббази, showbāzi) — вид народного творчества иранцев. Палаточные кукольные представления являются воплощением традиционных пьес иранского народного искусства. В этих представлениях используется взаимодействие кукол-людей, кукол-животных и специальных масок. 

## Описание
На представлении кукловод не говорит за своих персонажей, вместо этого он использует специальные свистки, сидя за занавесом. Перед занавесом располагается барабанщик, который, в свою очередь, поясняет зрителям непонятные фрагменты
.
Согласно мнению некоторых исследователей группа гусанов, состоявшая из певцов и музыкантов, проводила представления, в которых использовала марионеток. Использовалось несколько струн, прикрепленных к голове, пояснице, а также рукам и ногам куклы. В качестве альтернативного метода представления мог использоваться следующий: мастер-кукловод прятался в палатку, оставляя снаружи только руки, на которые, в свою очередь, были надеты перчаточные куклы.
Истории для кукольных представлений брались из народных сказок и устных преданий. Традиционными для таких представлений были истории о богатыре Кочале, шахе Султан-Салиме, четырёх дервишах, свадьбе сына Селимхана, Хаджи и Шеки, Биджана и Маниже. В этих историях показывались представители всех классов, а их поведение и особенности передавались в юмористическом ключе.
Самые известные персонажи таких представлений, а именно богатыри Кочал, Ягут и Мобарак, были привезены на территорию Ирана из Индии по приказу правителя Бахрама V Гура. Вместе с самими кукольными мистериями в Иран попали и кукольники.

## Происхождение
Точное происхождение палаточных кукольных представлений неизвестно. Некоторые из восточных стран, такие как, например, Индия, Китай, Ява и Иран, считаются странами-прародительницами этого искусства. Причиной этому служит многовековая традиция проведения подобных представлений.
Кукольные представления проводились по канонам персидских постановок по вечерам, поэтому данная традиция получила название «шаббази». Кукольник, находясь за специальным занавесом приводил в движение кукол. Кукольников поэтому называли «шаббаз». Словосочетание showbāzi по сей день используется для описания некоторых вечерних представлений.

## История
На территориях Ирана эта традиция получила распространение в доисламский период. Чаще всего отправной вехой в истории кукольного театра Ирана называют Сасанидскую эпоху.
О развитии этого искусства на территории Ирана свидетельствуют стихотворения поэтов V-VII века по солнечной хиджре /XI-XIII веков по григорианскому календарю. Об этом явлении слагали стихи Хайям, Низами, Аттар и Хакани, называя подобные представления «Лаъбат бази» или «Бази-е шаб».

## Виды
Персидский поэт Хуссейн Ваиз Кашифи в своем произведении «Фотутнаме-йе сольтани» в части, посвященной кукольным театральным представлениям, впервые описывает разделение таких представлений на два основных направления: «палаточные представления» и «закулисные постановки». Первые игрались днём, вторые ставились ночью. В этом же труде описывается то, как куклы приводились в движение в каждом из видов постановок. Перед тележками-палатками проводились представления «хийаль-бази»
. Он же говорит о том, что каждый из кукольников «лаъбат-бази» прятался в нижней части палатки, самостоятельно озвучивая вопросы и ответы персонажей в песне.
В Иране получили распространение два вида представлений. В первом кукольник находился внутри палатки, во втором прятался за занавесом так, чтобы его не было видно.
Палатки для кукольных представлений делились на несколько подгрупп. Так, часть кукольников участвовала в религиозных представлениях, а также давала представления на свадьбах и церемониях обрезания. Другая часть кукольников выступала в традиционных кофейнях. Последняя же группа была разъездной и давала представления, переезжая с места на место
. Кукольники были нескольких видов. Одни вместе с сопровождавшими их музыкантами давали представления на свадьбах. Другие же выступали в корчмах, а некоторые путешествовали с места на место и давали представления на площадях.